# Женская волейбольная Евролига 2016
8-й розыгрыш женской волейбольной Евролиги — международного турнира по волейболу среди женских национальных сборных стран-членов ЕКВ — проходил с 3 июня по 3 июля 2016 года с участием 12 команд. Победителем турнира впервые стала сборная Азербайджана.

## Команды-участницы
| - Азербайджан - Албания - Беларусь - Венгрия - Греция - Испания | - Польша - Румыния - Словакия - Словения - Франция - Черногория |

## Система проведения розыгрыша
Соревнования состояли из предварительного этапа и плей-офф. На предварительной стадии команды-участницы были разделены на три группы, в которых играли в два круга турами. Приоритетом при распределении мест являлось количество побед, затем число набранных очков, соотношение выигранных и проигранных партий, игровых очков, результат личных встреч. За победы со счётом 3:0 и 3:1 команды получали по 3 очка, за победы 3:2 — по 2 очка, за поражения 2:3 — по 1 очку, за поражения 0:3 и 1:3 очки не начислялись. 
В плей-офф вышли победители групповых турниров и лучшая команда из числа занявших вторые места. В полуфинале команды разделились на пары и провели между собой по два матча с разъездами. Победителем пары становилась команда, одержавшая две победы. В случае равенства побед победителем по регламенту объявляется команда, набравшая в рамках двухматчевой серии большее количество очков, система начисления которых аналогична применяемой на предварительном этапе. Если обе команды при этом набирают одинаковое количество очков, то предусматривается дополнительный («золотой») сет, победивший в котором выходит в финал. Финалисты по такой же схеме определили победителя турнира.

## Предварительный этап

### Группа А
| М | Команда  | 1       | 2       | 3       | 4       | И | В | П | С/П   | О  |
| - | -------- | ------- | ------- | ------- | ------- | - | - | - | ----- | -- |
| 1 | Словакия |         | 3:2 1:3 | 3:1 3:2 | 3:1     | 6 | 5 | 1 | 16:10 | 13 |
| 2 | Польша   | 2:3 3:1 |         | 3:2 1:3 | 3:1 2:3 | 6 | 3 | 3 | 14:13 | 10 |
| 3 | Беларусь | 1:3 2:3 | 2:3 3:1 |         | 3:2 2:3 | 6 | 2 | 4 | 13:15 | 8  |
| 4 | Албания  | 1:3     | 1:3 3:2 | 2:3 3:2 |         | 6 | 2 | 4 | 11:16 | 5  |

1-й тур. 3—5 июня.  Твардогура.
3 июня. Польша — Албания 3:1 (21:25, 25:16, 27:25, 27:25); Словакия — Беларусь 3:1 (25:19, 24:26, 25:22, 26:24).
4 июня. Словакия — Албания 3:1 (25:22, 19:25, 25:17, 25:19); Польша — Беларусь 3:2 (22:25, 18:25, 27:25, 26:24, 17:15).
5 июня. Беларусь — Албания 3:2 (17:25, 22:25, 25:11, 25:23, 15:10); Словакия — Польша 3:2 (25:22, 25:18, 24:26, 19:25, 15:8).
2-й тур. 17—19 июня.  Дуррес.
17 июня. Словакия — Беларусь 3:2 (25:23, 25:21, 19:25, 15:25, 15:8); Албания — Польша 3:2 (23:25, 25:21, 31:29, 18:25, 15:13).
18 июня. Беларусь — Польша 3:1 (25:23, 25:22, 22:25, 25:18); Словакия — Албания 3:1 (22:25, 25:23, 25:18, 25:22).
19 июня. Польша — Словакия 3:1 (25:21, 26:24, 13:25, 25:22); Албания — Беларусь 3:2 (22:25, 25:22, 17:25, 27:25, 15:9).

### Группа В
| М | Команда     | 1   | 2       | 3       | 4       | И | В | П | С/П   | О  |
| - | ----------- | --- | ------- | ------- | ------- | - | - | - | ----- | -- |
| 1 | Азербайджан |     | 3:1     | 3:0     | 3:0     | 6 | 6 | 0 | 18:2  | 18 |
| 2 | Испания     | 1:3 |         | 3:2 2:3 | 0:3 3:0 | 6 | 2 | 4 | 10:14 | 6  |
| 3 | Франция     | 0:3 | 2:3 3:2 |         | 2:3 3:2 | 6 | 2 | 4 | 10:16 | 6  |
| 4 | Черногория  | 0:3 | 3:0 0:3 | 3:2 2:3 |         | 6 | 2 | 4 | 8:14  | 6  |

1-й тур. 3—5 июня.  Бар.
3 июня. Азербайджан — Франция 3:0 (25:9, 25:23, 26:24); Черногория — Испания 3:0 (25:21, 25:20, 25:13).
4 июня. Испания — Франция 3:2 (26:24, 25:22, 14:25, 16:25, 15:12); Азербайджан — Черногория 3:0 (25:21, 25:23, 25:22).
5 июня. Азербайджан — Испания 3:1 (25:16, 23:25, 25:17, 25:16); Черногория — Франция 3:2 (25:19, 20:25, 21:25, 25:17, 15:9).
2-й тур. 10—12 июня.  Ренн.
10 июня. Азербайджан — Черногория 3:0 (25:12, 25:21, 25:19); Франция — Испания 3:2 (25:23, 18:25, 22:25, 25:17, 15:11).
11 июня. Азербайджан — Испания 3:1 (25:14, 25:19, 14:25, 25:17); Франция — Черногория 3:2 (20:25, 25:13, 26:28, 25:21, 15:6).
12 июня. Испания — Черногория 3:0 (25:19, 25:21, 27:25); Азербайджан — Франция 3:0 (25:13, 25:23, 25:15).

### Группа С
| М | Команда  | 1       | 2       | 3   | 4       | И | В | П | С/П  | О  |
| - | -------- | ------- | ------- | --- | ------- | - | - | - | ---- | -- |
| 1 | Словения |         | 3:0     | 3:0 | 3:0 3:1 | 6 | 6 | 0 | 18:1 | 18 |
| 2 | Греция   | 0:3     |         | 3:0 | 3:1 3:0 | 6 | 4 | 2 | 12:7 | 12 |
| 3 | Румыния  | 0:3     | 0:3     |     | 3:0     | 6 | 2 | 4 | 6:12 | 6  |
| 4 | Венгрия  | 0:3 1:3 | 1:3 0:3 | 0:3 |         | 6 | 0 | 6 | 2:18 | 0  |

1-й тур. 3—5 июня.  Ньиредьхаза.
3 июня. Греция — Румыния 3:0 (25:21, 25:15, 25:19); Словения — Венгрия 3:0 (25:21, 25:17, 26:24).
4 июня. Словения — Румыния 3:0 (25:21, 25:14, 25:21); Греция — Венгрия 3:1 (27:25, 25:15, 12:25, 25:15).
5 июня. Словения — Греция 3:0 (25:21, 25:18, 25:18); Румыния — Венгрия 3:0 (27:25, 25:22, 25:16).
2-й тур. 9—11 июня.  Мегалополис.
9 июня. Словения — Венгрия 3:1 (25:18, 25:19, 23:25, 25:23); Греция — Румыния 3:0 (25:17, 25:20, 25:20).
10 июня. Румыния — Венгрия 3:0 (25:17, 25:16, 25:15); Словения — Греция 3:0 (25:21, 25:13, 25:23).
11 июня. Словения — Румыния 3:0 (25:17, 25:18, 25:13); Греция — Венгрия 3:0 (25:14, 25:17, 25:21).

## Полуфинал
Словения —  Словакия
22 июня. Любляна. 2:3 (16:25, 25:18, 26:24, 17:25 12:15).
26 июня. Братислава. 1:3 (18:25, 25:22, 13:25, 15:25).
 Азербайджан —  Греция
25 июня. Баку. 3:1 (25:23, 25:21, 23:25, 25:19).
26 июня. Баку. 3:1 (25:22, 9:25, 25:15, 25:16).

## Финал

### 1-й матч
| 30 июня 2016 | \| Словакия \| 1:3 cev.eu \| Азербайджан \| \| Никола Радосова (8) Михаэла Абрхамова (13) Татьяна Црконова (13) Доминика Дробнякова (7) Ярослава Пенцова (11) Барбора Косекова (1) Доминика Валахова (л) Карин Палгутова (3) Моника Шмиталова (2) Ленка Овечкова Мирослава Куцякова \| Голы \| Алёна Гасанова (9) Полина Рагимова (20) Одина Байрамова (10) Ксения Позняк (10) Шафагат Хабибова (4) Яна Кулан (9) Валерия Мамедова (л) Джейран Алиева Оксана Киселёва Кристина Ягубова Анастасия Гурбанова (2) \| | Нитра «Mestská športová hala» 500 зрителей |
| Счёт по партиям — 19:25, 25:18, 22:25, 20:25. Время матча — 1 час 51 минута. Судьи: Мирко Янкович, Тибор Эва. | | |
| Словакия | 1:3 cev.eu | Азербайджан |
| Никола Радосова (8) Михаэла Абрхамова (13) Татьяна Црконова (13) Доминика Дробнякова (7) Ярослава Пенцова (11) Барбора Косекова (1) Доминика Валахова (л) Карин Палгутова (3) Моника Шмиталова (2) Ленка Овечкова Мирослава Куцякова | Голы | Алёна Гасанова (9) Полина Рагимова (20) Одина Байрамова (10) Ксения Позняк (10) Шафагат Хабибова (4) Яна Кулан (9) Валерия Мамедова (л) Джейран Алиева Оксана Киселёва Кристина Ягубова Анастасия Гурбанова (2) |

### 2-й матч
| 3 июля 2016 | \| Азербайджан \| 3:0 cev.eu \| Словакия \| \| Шафагат Хабибова (3) Яна Кулан (7) Алёна Гасанова (7) Полина Рагимова (18) Одина Байрамова (7) Ксения Позняк (2) Валерия Мамедова (л) Ксения Павленко (л) Джейран Алиева Анастасия Гурбанова Оксана Киселёва Айнур Каримова (1) Кристина Ягубова (1) \| Голы \| Никола Радосова (11) Михаэла Абрхамова Татьяна Црконова (7) Доминика Дробнякова (2) Ярослава Пенцова (7) Барбора Косекова (1) Доминика Валахова (л) Карин Палгутова (1) Паула Кубова (3) Ленка Овечкова Моника Шмиталова (3) Мирослава Куцякова (5) \| | Баку Дворец спортивных игр 1200 зрителей |
| Счёт по партиям — 25:15, 25:22, 25:20. Время матча — 1 час 16 минут. Судьи: Джорджо Ньяни, Хелен Гелдоф. | | |
| Азербайджан | 3:0 cev.eu | Словакия |
| Шафагат Хабибова (3) Яна Кулан (7) Алёна Гасанова (7) Полина Рагимова (18) Одина Байрамова (7) Ксения Позняк (2) Валерия Мамедова (л) Ксения Павленко (л) Джейран Алиева Анастасия Гурбанова Оксана Киселёва Айнур Каримова (1) Кристина Ягубова (1) | Голы | Никола Радосова (11) Михаэла Абрхамова Татьяна Црконова (7) Доминика Дробнякова (2) Ярослава Пенцова (7) Барбора Косекова (1) Доминика Валахова (л) Карин Палгутова (1) Паула Кубова (3) Ленка Овечкова Моника Шмиталова (3) Мирослава Куцякова (5) |

### MVP
Лучшим игроком (MVP) финальной серии признана нападающая сборной Азербайджана Полина Рагимова. 

## Итоги

### Положение команд
| Азербайджан       |
| Словакия          |
| 3—4. Словения     |
| 3—4. Греция       |
| 5—6. Польша       |
| 5—6. Испания      |
| 7—9. Беларусь     |
| 7—9. Франция      |
| 7—9. Румыния      |
| 10—12. Черногория |
| 10—12. Албания    |
| 10—12. Венгрия    |

### Призёры
Азербайджан: Джейран Алиева, Ксения Позняк, Анастасия Гурбанова, Одина Байрамова, Ксения Павленко, Алёна Гасанова, Яна Кулан, Катерина Жидкова, Валерия Мамедова (Коротенко), Кристина Ягубова, Айнур Каримова, Оксана Киселёва, Полина Рагимова, Шафагат Хабибова (в матчах предварительного этапа также играла Маргарита Азизова). Главный тренер — Фаиг Гараев. 
  Словакия: Мирослава Куцякова, Карин Палгутова, Доминика Валахова, Эрика Саланцова, Доминика Дробнякова, Татьяна Црконова, Ярослава Пенцова, Михаэла Абрхамова, Никола Радосова, Моника Долежайова, Паула Кубова, Ленка Овечкова, Барбора Косекова, Моника Шмиталова (в матчах предварительного этапа играли также Симона Кошова, Люция Седлачкова). Главный тренер — Марек Ройко.